# Ein Tisch in der Provence
Ein Tisch in der Provence ist eine Arzt- und Familienreihe aus der Herzkino-Reihe, die im Auftrag vom ZDF von Polyphon Film- und Fernsehgesellschaft produziert wird. Bisher wurden 4 Folgen ausgestrahlt. Die Hauptrollen werden von Friederike Linke und Nico Rogner gespielt.

## Handlung
Vor 15 Jahren ist Véronique Gilbert aus der Provence nach Hamburg abgehauen, weil ihr Vater Serge sie dauernd tyrannisierte. Außer zu ihrem Onkel Franck hatte sie in der Zwischenzeit sonst keine Kontakte mehr in die Heimat. Doch nun ist ihr Vater unvermittelt verstorben und sie kehrt mit ihrer Tochter Lea zur Beerdigung zurück. Eigentlich will sie dann nur noch das Erbe abwickeln und danach gleich wieder gehen, aber die Verhältnisse, die sie antrifft, lassen sie zögern. Einerseits hat ihr Vater bereits einen Nachfolger für seine Arztpraxis bestimmt, andererseits erfährt sie, dass sie eine Halbschwester hat. Zudem müsste sie das zweite Staatsexamen machen, damit sie die Arztpraxis selbst übernehmen könnte. Auch das Verhältnis der anderen Familienmitglieder untereinander sowie auch zu ihr sind alles andere als gut. So beschließt sie, zu bleiben.

## Hintergrund
Der ursprüngliche Arbeitstitel der neuen Herzkino-Reihe war Mein Tisch in der Provence. Die ersten beiden Folgen, die am 8. und 15. März 2020 ausgestrahlt wurden, waren so erfolgreich, dass man zwei weitere Folgen in Auftrag gegeben hat.
Der Titel ist geographisch fehlerhaft: Die Reihe spielt im Département Hérault rund um Montpellier, das weder aktuell noch historisch der Provence zuzuordnen ist, sondern dem Languedoc.

## Besetzung
| Name                         | Schauspieler       | Folgen |
| ---------------------------- | ------------------ | ------ |
| Dr. Véronique „Vero“ Gilbert | Friederike Linke   | 1–     |
| Dr. Hugo Simon               | Nico Rogner        | 1–     |
| Thérèse Gilbert              | Sabine Vitua       | 1–     |
| Dr. Franck Gilbert           | Peter Benedict     | 1–     |
| Catherine Rousseau           | Catherine Flemming | 1–2    |
| Catherine Rousseau           | Gesine Cukrowski   | 3–     |
| Thierry Rousseau             | Andreas Hoppe      | 1–     |
| Lea Gilbert                  | Paula Siebert      | 1–     |
| Paulette Martinez            | Lilly Forgách      | 1–4    |
| Isabelle Bonnet              | Helen Woigk        | 1–     |
| Marcel Durand                | Cecil von Renner   | 1–     |
| Melanie Leroc                | Leonie Parusel     | 2–     |

## Episodenliste
| Nr. | Originaltitel          | Erstausstrahlung D | Regie            | Drehbuch                                  | Zuschauer |
| --- | ---------------------- | ------------------ | ---------------- | ----------------------------------------- | --------- |
| 1   | Ärztin wider Willen    | 8. März 2020       | Dagmar Seume     | Maike Rasch, Dagmar Seume, Valentin Holch | 5,42 Mio. |
| 2   | Hoffnung auf Heilung   | 15. März 2020      | Dagmar Seume     | Maike Rasch, Dagmar Seume, Valentin Holch | 5,06 Mio. |
| 3   | Zwei Ärzte im Aufbruch | 11. Apr. 2021      | Frauke Thielecke | Barbara te Kock, Valentin Holch           | 4,79 Mio. |
| 4   | Unverhoffte Töchter    | 18. Apr. 2021      | Frauke Thielecke | Barbara te Kock, Valentin Holch           | 4,83 Mio. |

## Produktion
Die ersten beiden Folgen wurden zusammen produziert. Die Dreharbeiten fanden vom 29. April bis 26. Juni 2019 in der Region von Montpellier statt. Auch die dritte und vierte Folge wurde wieder in Südfrankreich gedreht. Die Dreharbeiten erstreckten sich über den Zeitraum vom 21. September bis 17. November 2020.

## Rezeption

### Kritiken
Tilmann P. Gangloff meinte bei Tittelbach.tv zu den ersten zwei Episoden:

„Mit der neuen Reihe „Ein Tisch in der Provence“ belebt das ZDF seinen Unterhaltungssendeplatz am Sonntag und bietet endlich eine Alternative zu den nach Schema F geplotteten und meist auch filmisch uninspirierten „Herzkino“-Ausflügen nach Cornwall oder Schweden. Den Machern gelingt es in dem zweiteiligen Auftakt, eine komplexe Familiengeschichte, ja, einen Film zu erzählen, bei dem die medizinischen Fälle klug und beiläufig in die horizontal erzählten Familienangelegenheiten integriert sind und bei der keine notorische Helferin am Werk ist. Man schaut hier gerne zu – weil es in diesen Filmen etwas zu sehen gibt: interessante, lebensnahe Charaktere und stimmig besetzte Schauspieler (allen voran die bezaubernde Friederike Linke), die problemlos als Franzosen durchgehen können. Hier spürt man (das) Leben, schon allein durch das Milieu, die Natur, die Landschaft, das Wetter. Und sehen lassen kann sich auch die frankophile, realistische Inszenierung.“

Zur dritten und vierten Episode:

„Der „Tisch in der Provence“ ist in den beiden neuen Episoden nicht ganz so häufig für die ganze Familie gedeckt wie in den Auftaktfilmen. Der Alltag hat Einzug gehalten, die Heldin ist angekommen in ihrer Heimat, hat sich mit ihrem Kollegen zusammengerauft und sie hat mit der Mutter Frieden geschlossen. Véronique hat sich ein Stück weit gewöhnt an den Zauber der Provence. Das spiegelt sich in Narration und Inszenierung. Die (Stimmungs-)Bilder treten zurück, die Geschichten sind dafür umso dichter. Besonders gelungen ist die Art & Weise, wie gekonnt – sprich: beiläufig – die Krankheitsfälle mit den biografischen Erfahrungen der Hauptfiguren korrespondieren. Klug eingefädelt sind auch andere Motivketten (Cannabis + Pferde = Alzheimer-Therapie). Die Charaktere bleiben das Herzstück der Reihe, die Besetzung bestätigt auch diesmal wieder ihre Klasse. Die Filme machen deutlich, was sich so alles erzählen lässt mit überzeugendem Personal, lebensklugen Situationen und alltagsnaher Sprache – auch im Unterhaltungsfach. Ergebnis: geschmackvolle Miniaturen über die Suche nach einem zufriedenen Leben.“